# Du Xiujie
Du Xiujie, född 5 november 1971, är en friidrottare från Kina. Hon deltog vid olympiska sommarspelen 1996.